# 細胞小組
細胞小組（Cell group）是一種用於某些基督教教會的聚會方式，是種無宗派限制的教會組織型式。細胞小組會想要將團契（Fellowship）個人化，這樣的形式通常都是用在小組教會之中，也可以讓其他宗派使用。
細胞小組與家庭教會不同的地方是，細胞小組是整個教會的一個部分，而家庭教會自己本身就是一個教會。

## 細胞小組在各地的情形

### 台灣
細胞小組在台灣的推展，在基督教界逐漸成為主流，幾乎每個宗派都開始認真討論是否要將教會轉型為細胞小組聚會方式。

### 香港
香港各宗派教會對小組教會也慢慢開放，如2005細胞小組教會研討會、香港細胞小組教會網絡的成立，也討論如何切合香港現況的應用。

## 外部連結
- (連結失效)http://www.cellgrouppeople.com/ （页面存档备份，存于） - TOUCH Outreach Ministries web site. Resources, Training and Consulting for cell groups
- CellUK Online - Advice and Resources for Cell groups and Cell Churches in the United Kingdom （页面存档备份，存于）
- http://www.cellworldsystem.ouvaton.org/ （页面存档备份，存于） - Cell World System website.
- https://web.archive.org/web/20071009182305/http://groopik.com// - Cellgroups management system
- http://www.stedward.net - History of Cells within the Roman Catholic Church recorded on the website of Saint Edward Catholic Church, Pembroke Pines.